# Елчиева, Дильшад Вели кызы
Дильшад Вели кызы Елчиева (азерб. Dilşad Vəli qızı Yolçuyeva; род. 16 мая 1928, Гянджинский уезд) — советский азербайджанский хлопковод, Герой Социалистического Труда (1950).

## Биография
Родилась 16 мая 1928 года в селе Ковларсары Гянджинского уезда Азербайджанской ССР (ныне Самухский район).
С 1948 года звеньевая колхоза имени Джапаридзе Сафаралиевского района, с 1958 года председатель, с 1964 года секретарь Ковларинского сельского Совета депутатов трудящихся. В 1949 году получила урожай хлопка 82,8 центнеров с гектара на площади 6 гектаров.
Указом Президиума Верховного Совета СССР от 12 июля 1950 года за получение высоких урожаев хлопка на поливных землях в 1949 году Еличевой Дильшад Вели кызы присвоено звание Героя Социалистического Труда с вручением ордена Ленина и золотой медали «Серп и Молот».
Активно участвовала в общественной жизни Азербайджана. Член КПСС с 1951 года.
С 2002 года президентский пенсионер. Проживает в селе Ковларсары Самухского района.